# ロナルド・シャセット
ロナルド・シャセット（Ronald Shusett, 1939年 - ）は、アメリカ合衆国の脚本家及び映画プロデューサー。ペンシルベニア州ピッツバーグ生まれ。

## 略歴
リドリー・スコット監督のSFホラー映画『エイリアン』の原案をダン・オバノンと共に執筆するなど、以後同様にオバノンと共同で、多くの映画制作に関わっている。特にディック作品の映画化に熱心である。
大学時代、UCLAで舞台芸術を専攻していたシャセットは、舞台制作の仕事をしていた。SFや映画製作に興味もあった彼は、1974年頃に、フィリップ・K・ディックのSF短編小説「追憶売ります」（We Can Remember It For You Wholesale）に出合い、その映像化を試みようとしたのが映画製作に携わるきっかけのようだ。ジョン・カーペンターとオバノンが制作した自主製作映画『ダーク・スター』を観て、二人に連絡を取った。オバノンとシャセットは意気投合し、互いに構想していた『エイリアン』と『トータル・リコール』という映画の製作に乗り出すことになる。ただし、後者は16年の歳月と紆余曲折を経た1990年、ようやく完成した作品であった。

## 主な作品
- W（1974年） 原案
- エイリアン Alien  （1979年） 製作総指揮、原案
- Phobia（1980年） 原案
- ゾンゲリア Dead & Buried　（1981年）制作、脚本
- The Final Terror（1983年） 脚本
- キングコング2　King Kong Lives（1986年） 脚本、製作総指揮
- 刑事ニコ/法の死角 Above the Law（1988年）脚本
- トータル・リコール Total Recall （1990年）制作、脚本
- フリージャック Freejack （1992年） 制作、脚本
- ヘモグロビン Bleeders（1997年）脚本
- マイノリティ・リポート Minority Report （2002年）製作総指揮